# 더 폴 (드라마)
《더 폴》(영어: The Fall)는 2013년 5월 13일부터 2016년 10월 28일까지 BBC Two와 RTÉ One에서 방영된 텔레비전 드라마이다.

## 같이 보기
- 데니스 레이더